# Agaricostilbomycetes
Agaricostilbomycetes es una clase de hongos de la división Basidiomycota y subdivisión Pucciniomycotina. Comprende alrededor de 47 especies.
Las hongos de esta clase son parásitos de otros hongos especialmente de los del orden Tremellales y líquenes, pero también hay parásitos de plantas y saprotrófos.

## Descripción
Son hongos teleomorfos y la mayoría son dimórficos, es decir tienen fases de hifas y levaduras, salvo algunas excepciones. Los miembros forman fragmobasidios. La pared celular contiene fucosa como un constituyente adicional. Los poros septales están asociados con la formación de esporocarpos. Los esporocarpos son pequeños y estilboides (en forma de alfiler). La reproducción es sexual y las basidiosporas no se separan durante la germinación.
Agaricostilbum pulcherrimum tiene una característica única en la Pucciniomycotina: los centrosomas están separados nucleoplasmáticamente en la profase I de la meiosis, no citoplasmático: los SPB con las piezas medias alargadas alcanzan el nucleoplasma a través de la envoltura nuclear abierta. En Agaricostilbum la división del núcleo tiene lugar en la célula madre, no en la célula de ciernes.

## Sistemática
Incluye los siguientes órdenes, familias y géneros:
- Agaricostilbales
  - Agaricostilbaceae
    - Agaricostilbum
    - Bensingtonia
    - Sterigmatomyces

  - Chionosphaeraceae
    - Chionosphaera
    - Kurtzmanomyces
    - Mycogloea
    - Stilbum

  - Crittendeniaceae
    - Crittendenia

  - Kondoaceae
    - Bensingtonia
    - Kondoa